# Wola Węgierska
Wola Węgierska – wieś w Polsce położona w województwie podkarpackim, w powiecie jarosławskim, w gminie Roźwienica. Leży nad potokiem Węgierką dopływem Mleczki.
| SIMC    | Nazwa           | Rodzaj    |
| ------- | --------------- | --------- |
| 0610856 | Borsucze        | część wsi |
| 0610862 | Czerwona Glinka | część wsi |
| 0610879 | Pod Borowcem    | część wsi |
| 0610885 | Pod Tarniówką   | część wsi |
| 0610891 | Poręby          | część wsi |

Wieś położona w powiecie przemyskim, była własnością Stanisława Gorajskiego, została spustoszona w czasie najazdu tatarskiego w 1672 roku. W latach 1975–1998 miejscowość administracyjnie należała do województwa przemyskiego.

## Historia
Wola Węgierska istniała już w XV w. W źródłach historycznych występuje pod nazwą Tuliczówek, Parva Tuliczów, a także Huherska Wola. W XV w. Wola Węgierska stanowiła własność rodziny Pruchnickich. W roku 1872 powstała w Woli Węgierskiej szkoła ludowa. W 1904 r. właścicielką dóbr tabularnych (gruntów szlacheckich) w Woli Węgierskiej była Klementyna hrabina Szembek. Natomiast w 1906 r. jarosławskie koło Towarzystwa Szkoły Ludowej założyło w Woli Węgierskiej wypożyczalnię książek. Według powszechnego spisu ludności przeprowadzonego 30 września 1921 r. liczba ludności Woli Węgierskiej wynosiła 789 osób z czego 766 osób było wyznania rzymskokatolickiego, 10 wyznania greckokatolickiego, a 13 wyznania mojżeszowego.